# Viktor von Loßberg (Offizier)

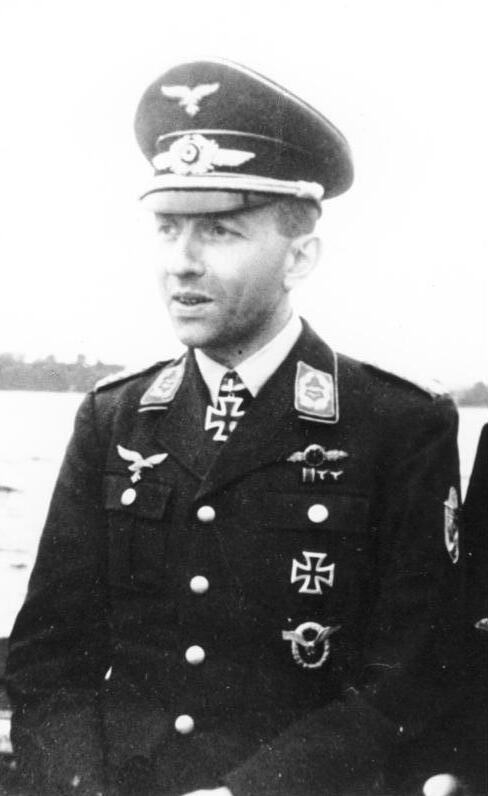
Viktor von Loßberg als Oberstleutnant der Luftwaffe der Wehrmacht

Viktor Wilhelm Alfred Horst von Loßberg (* 14. März 1904 in Posen; † 24. Mai 1983 in Garmisch-Partenkirchen) war ein deutscher Oberst der Luftwaffe der Bundeswehr sowie der Luftwaffe der Wehrmacht.

## Leben

### Herkunft
Viktor von Loßberg entstammte dem Adelsgeschlecht derer von Loßberg und war Sohn des preußischen Majors Karl August Eduard von Loßberg (* 19. Oktober 1868; † 13. November 1914) und dessen Ehefrau Alice von Bake (* 25. Februar 1880; † 2. August 1972).

### Werdegang
Er studierte an einer Technischen Hochschule und trat nachfolgend am 4. Mai 1924 in die Kavallerie der Reichswehr ein. Er durchlief zunächst eine gewöhnliche militärische Laufbahn und begann nach Machtübernahme der Nationalsozialisten im Oktober 1933 seine Ausbildung zum Beobachter an der Fliegerschule Braunschweig. Er besuchte ab dem 1. November 1935 den ersten Lehrgang an der Lufttechnische Akademie der Luftwaffe in Berlin-Gatow und absolvierte diese am 30. April 1937. Anschließend fand er als Referent für Fliegerbordwaffen im Technischen Amt des Reichsluftfahrtministerium Verwendung. Er diente darauf beim Generalstab der Luftwaffe und nach Ausbruch des Zweiten Weltkrieges bis September 1939, ab diesem Monat als Staffelkapitän der 2. Staffel des Kampfgeschwader 76. Unter Beförderung zum Major diente er bis November 1939 als Gruppenkommandeur der I. Gruppe des neu aufgestellten Kampfgeschwader 28, kam dann mit der Einrichtung der Gruppe im November 1939 bis Ende Mai 1940 als Gruppenkommandeur der III. Gruppe zum Kampfgeschwader 26.  Ab Juni 1940 diente er beim Stab der Luftflotte 2 und wurde am 1. August 1940 Ia beim dortigen Stab. Im Februar 1941 kehrte er wieder als Gruppenkommandeur der III. Gruppe zum Kampfgeschwader 26 in den Truppendienst zurück, welche in Norwegen stationiert war und wo er He 111 H flog, und wurde am 17. Oktober des Jahres mit dem Ritterkreuz des Eisernen Kreuzes ausgezeichnet. In dieser Position blieb er bis zum 30. August 1941.
Er kehrte darauf am 1. November 1941 als Generalstabsoffizier in das Technische Amt des Reichsluftfahrtministeriums zurück, blieb dies bis 31. Januar 1944 und war nach Ernennung zum Abteilungschef für die Erprobung und Entwicklung sämtlicher Flugausrüstung zuständig. Er wurde am 1. November 1941 in dieser Eigenschaft zum Oberstleutnant und im Juni 1943 zum Oberst befördert. In seiner Funktion im Technischen Amtes nahm er an den Sitzungen des Generalluftzeugmeisters teil und war an der Entwicklung und Einführung der Verfolgungsnachtjagd zur Bekämpfung von Bomberströmen als Nachfolger des Himmelbett-Verfahrens beteiligt. Das trotz Mängel erfolgversprechende Verfahren „Wilde Sau“ zur Nachtjagd wurde Ende Juli 1943 durch das von Loßberg entwickelte Verfahren ergänzt. Dieses war ein weiträumig greifendes, bodengeführtes Verfahren, welches auf Verfolgung unter Einbindung aller verfügbaren Nachtjäger setzte. Vorgesehen war dabei, dass einzelne Flugzeuge als fliegende Funkfeuer (sogenanntes Y-Verfahren) Peilzeichen senden sollten. Es erhielt den Decknamen Zahme-Sau. Das Verfahren wurde beim XII. Fliegerkorps getestet. Bei der Anwendung wurde festgestellt, dass die Ergebnisse nicht so erfolgversprechend waren, da die technischen Grundlagen schlicht fehlten. Nach kurzer Verwendung beim General der Nachtflieger wurde er am 1. Februar 1944 zum Leiter der Dienststelle General der Truppentechnik im Reichsluftfahrtministerium ernannt und blieb dies bis 31. Juli 1944. Im September des Jahres wurde er zum Kommandeur der Technischen Akademie der Luftwaffe ernannt.
Viktor von Loßberg trat 1956 in die neu gegründete Luftwaffe der Bundeswehr ein und diente dort zunächst als erster Amtschef der Vorbereitungsstelle für Material der Luftwaffe, welche alsbald in das Materialamt der Luftwaffe umbenannt wurde. Er war bis März 1958 in diesem Amt. Anschließend war er für zwei Jahre Inspizient für Flugsicherheit. Als Abteilungsleiter kam er in die NATO-Dienststelle AIRCENT. Am 30. September 1962 trat er als Oberst in den Ruhestand.

### Familie
Am 23. Mai 1931 heiratete er in Oberstdorf Margareta Kohle (* 1907).